# 义通

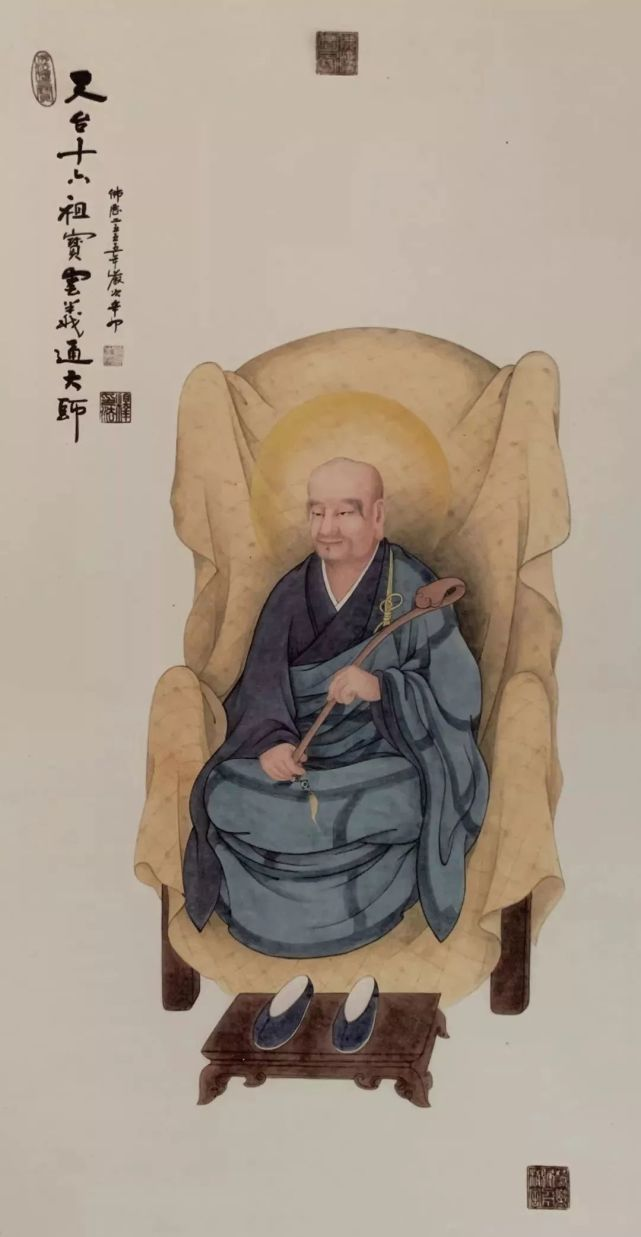
天台宗第十六祖——宝云义通大师

义通（927年—988年），亦称宝云义通、宝云通公，俗姓尹，字惟远，高丽僧人，中国天台宗第十六祖，有天台宗“中兴之祖”之称，门下弟子有法智知礼、慈云遵式等。

## 生平
公元927年，义通出生于高麗，族姓尹。据称义通“生具梵相，顶有肉髻，眉毫宛转，长五六寸许”。他自幼剃度入佛门，在龟山院拜释宗为师，受具后学习《华严》、《起信》。
据记载，义通在五代后晋天福年末（936－947年）渡海来华求法，起初师从天台山华顶云居德韶国师，后在螺溪义寂学习天台教义约二十年。北宋乾德年间（963－968年），义通原本准备学成归国，借道四明（今浙江宁波）时遇时任四明郡守钱惟治（吴越王钱俶之子）挽留，留在明州传法。开宝元年（968年），漕运使顾承徽舍宅为寺，请义通为师。
义通主持的禅院发展迅速，“殿宇房廊一百余间，佛像七十尊，主客僧五十八人”。太平兴国四年（979年），法智（天台宗第十七祖）开始在义通门下受法。太平兴国六年（981年），义通弟子延德赴京请宋太宗赐额，翌年四月被赐额“宝云”。义通主持的禅院从此改名为“宝云寺”，义通也被尊为“宝云义通”、“宝云通公”。在宝云寺，义通“敷扬教观几二十年，受其度者不可计数”，“誉振中国”。法智知礼和慈云遵式大师皆为其在宝云寺的门下弟子。
端拱元年（988年）十月二十一日，义通在宝云寺圆寂，享年62岁。门弟子将其遗骨“葬于育王山之阳，寺西北隅”。

## 影响
在义通到四明传法之前，天台教一直是以天台山为中心，义通时期则转到了四明。明代幽溪传灯在其《天台山方外志》中称：“台教正统，智者而下迄螺溪凡十二世，皆弘道兹山。自宝云传教四明，法智中兴之后，是道广被海内，而四明、三吴尤为繁衍。台山者始渐浸微，亦犹佛教盛传震旦，而西域是后晦不明。” 
唐末五代，中国天台宗行将终结。以义通为代表的来华高丽留学僧人为天台宗的中兴发挥了重要作用。义通思想主要是通过面授传给其大弟子天台宗“中兴教主”知礼（天台十七祖）。义通也因此被尊为天台宗“中兴之祖”（天台十六祖）。
《宝云振祖集》收录的日本人镜上义铦所作《南湖师祖宝云尊者斋忌疏》称：“中兴教观宝云尊者大师，应身日本” 。

## 著作
- 《金光明玄赞释》